# Victoria Curzon-Price
Victoria Curzon-Price (ur. w Lizbonie w 1942 r.) – szwajcarska ekonomistka.  

## Życiorys
W latach 1992–2008 wykładała ekonomię polityczną na Uniwersytecie Genewskim. Od 1984 r. wykłada w Instytucie Studiów Europejskich (Graduate Institute of European Studies). Jej zainteresowania akademickie obejmują handel międzynarodowy, integrację gospodarczą, konkurencję instytucjonalną i ekonomię polityczną. Od 1975 roku jest członkiem International Management Institute (IMI) w Genewie. Od 1982 do 1985 roku była korespondentem biznesowym w Radio Suisse Romande. Była prezesem Stowarzyszenia Mont Pèlerin w latach 2004-2006. Obecnie zasiada w radzie powierniczej think tanku Liberales Institut w Zurychu, jest członkiem zarządu Institut de Recherches Économiques et Fiscales (IREF) w Paryżu oraz jest członkiem Institut Constant de Rebecque w Genewie.
Jej synem jest ekonomista Tony Curzon Price.